# Jodocus Zurmühlen
Jodocus Hermann Joseph Zurmühlen (* 18. Oktober 1747 in Münster; † 3. April 1830 ebenda) war Domdechant in Münster.

## Leben
Jodocus Hermann Joseph Zurmühlen wurde als Sohn des Hofkammerrats und Landrentmeisters Franz Arnold Zurmühlen (1707–1795) und dessen Gemahlin Maria Anna Hoeter (1715–1797) geboren. Sein Bruder Johann Anton war später Hofkammerrat. Adolph Heinrich, sein anderer Bruder, war Kanoniker an St. Mauritz in Münster.
Nach dem Besuch des Paulinum in Münster empfing Jodocus am 27. Mai 1763 die Tonsur. Papst Clemens XIII. hatte ihm am 28. September 1764 die Zusage für das Kanonikat am Alten Dom gegeben, sobald es frei werde. Am 22. April 1765 nahm er das Amt in Besitz. Nach einem Jurastudium in Wien promovierte Jodocus am 9. Mai 1768 an der Universität Harderwijk zum Dr. Jur. Kurfürst Maximilian Friedrich ernannte ihn am 28. Januar 1769 zum Assessor am münsterischen Geistlichen Hofgericht. Fünf Jahre später erhielt er die kurfürstliche Ernennung zum Kommissar der Rechtsabteilung des Landgerichts. Nachdem Jodocus am 27. Februar 1768 zum Subdiakon geweiht worden war, erhielt er am 23. März 1776 die Weihe zum Diakon und am Tag darauf die Priesterweihe. Das Amt des Bursars am Alten Dom übte er in den Jahren 1774 bis 1784 aus. Seine Ernennung zum Leiter des Kirchengerichts fiel auf den 3. Juni 1793. Jodocus wurde am 22. April 1802 Dechant am Alten Dom in Münster. Bischof Ferdinand von Lüninck ernannte ihn wegen seiner gesundheitlichen Probleme am 29. Oktober 1821 zum Bischofsvikar, zu seinem Stellvertreter. Papst Leo XII. verlieh ihm am 6. März 1823 ein Kanonikat beim neugegründeten münsterischen Domkapitel. 1826 wurde er hier Domdechant. Das Domkapitel berief ihn am 24. März 1825 nach dem Tode des Bischofs für die Zeit der Sedisvakanz zum Generalvikar. Diese Funktion übte er bis zum 4. April 1826 aus.

## Ehrungen
- 1826 Roter Adlerorden 3. Klasse